# Cementerio de Rasos
El Cementerio de Rasos (en lituano: Rasų kapinės) es el cementerio más antiguo y más famoso en la ciudad de Vilna, la capital de Lituania. Lleva el nombre de la zona de Rasos donde se encuentra. Está dividido en dos partes, el antiguo y el nuevo cementerio, separados por una estrecha calle llamada Sukilėliai. La superficie total es de 10,8 hectáreas. Desde 1990 sólo se permiten sepulturas en tumbas familiares.
El año 1769 es ampliamente citado en muchas fuentes como la fecha en la cual el cementerio fue fundado. Sin embargo, algunos historiadores creen que es un error y la verdadera fecha debía ser 1796. 